# Spade (Texas)
Spade è un census-designated place degli Stati Uniti d'America situato nella contea di Lamb dello Stato del Texas.
La popolazione era di 73 persone al censimento del 2010.

## Geografia fisica
Spade è situata a 33°55′34″N 102°09′13″W (33.9262001 -102.1535093), all'intersezione tra le  Farm to Market Road 54 e 168, dieci miglia a est di Littlefield, nel sud-est di Lamb County.
Secondo lo United States Census Bureau, ha un'area totale di 2,0 miglia quadrate (5,2 km²).

## Società

### Evoluzione demografica
Secondo il censimento del 2000, c'erano 100 persone, 38 nuclei familiari e 31 famiglie residenti nella città. La densità di popolazione era di 51,0 persone per miglio quadrato (19,7/km²). C'erano 49 unità abitative a una densità media di 25,0 per miglio quadrato (9,7/km²). La composizione etnica della città era formata dal 72,00% di bianchi, il 10,00% di afroamericani, il 18,00% di altre razze. Ispanici o latinos di qualunque razza erano il 38,00% della popolazione.
C'erano 38 nuclei familiari di cui il 39,5% aveva figli di età inferiore ai 18 anni, il 55,3% aveva coppie sposate conviventi, il 18,4% aveva un capofamiglia femmina senza marito, e il 15,8% erano non-famiglie. Il 15,8% di tutti i nuclei familiari erano individuali e il 7,9% aveva componenti con un'età di 65 anni o più che vivevano da soli. Il numero di componenti medio di un nucleo familiare era di 2,63 e quello di una famiglia era di 2,84.
La popolazione era composta dal 28,0% di persone sotto i 18 anni, il 15,0% di persone dai 18 ai 24 anni, il 32,0% di persone dai 25 ai 44 anni, il 15,0% di persone dai 45 ai 64 anni, e il 10,0% di persone di 65 anni o più. L'età media era di 29 anni. Per ogni 100 femmine c'erano 81,8 maschi. Per ogni 100 femmine dai 18 anni in giù, c'erano 94,6 maschi.
Il reddito medio di un nucleo familiare era di 36.250 dollari e quello di una famiglia era di 36.875 dollari. I maschi avevano un reddito medio di 23.750 dollari contro i 26.250 dollari delle femmine. Il reddito pro capite era di 11.917 dollari. C'erano il 21,2% delle famiglie e il 14,9% della popolazione che vivevano sotto la soglia di povertà, incluso il 12,8% di persone sotto i 18 anni e nessuno sopra i 64 anni.